# 카토그램

선거인단 카르토그램(변량비례도)에 따른 미국대선지형도. 각 주가 선거인단규모에 따라 크거나 작게 표시되므로 전체판세와 승패를 바로 알아보기 쉽다.

카토그램(영어: cartogram, a value-area map or an anamorphic map)은 “통계 정보와 지리적 위치를 결합한 독특한 유형의 지도”이다. 의석 수나 선거인단 수, 인구 등의 특정 데이터 값의 변화에 따라 지도 면적이 왜곡된다. 변량비례도(變量比例圖), 왜상 통계 지도(歪像統計地圖)라고도 한다.
우리 인식은 실제 지리나 거리 탓에 자연스레 어긋나 있기 쉽다. 가령, 면적이 넓으면 더 중요하다고 생각하는 것이다. 카토그램은 특정 요소를 강조하고, 왜곡되어 있기 쉬운 우리 인식을 최소화하려고 오래전부터 그려져 왔다.
카토그램은 가장 추상적인 형태의 지도 중 하나로, 일부 형태는 도표라고 부르는 것이 더 적절할 수 있다. 가령, 주로 강조 표시 및 분석에 사용하는 노모그래프(nomograph)는 그 예이다.

## 역사
카토그램이라는 용어를 처음 사용한 사람은 프랑스의 토목공학자 샤를 미나르(Charles Minard, 1781~1870)로 알려져 있다. 그는 통계를 이용한 인포그래픽과 차트 분야의 선구자로 활동하면서 지리 지도, 특히 흐름도에 수치 데이터를 표현하는 방법을 개발했다.

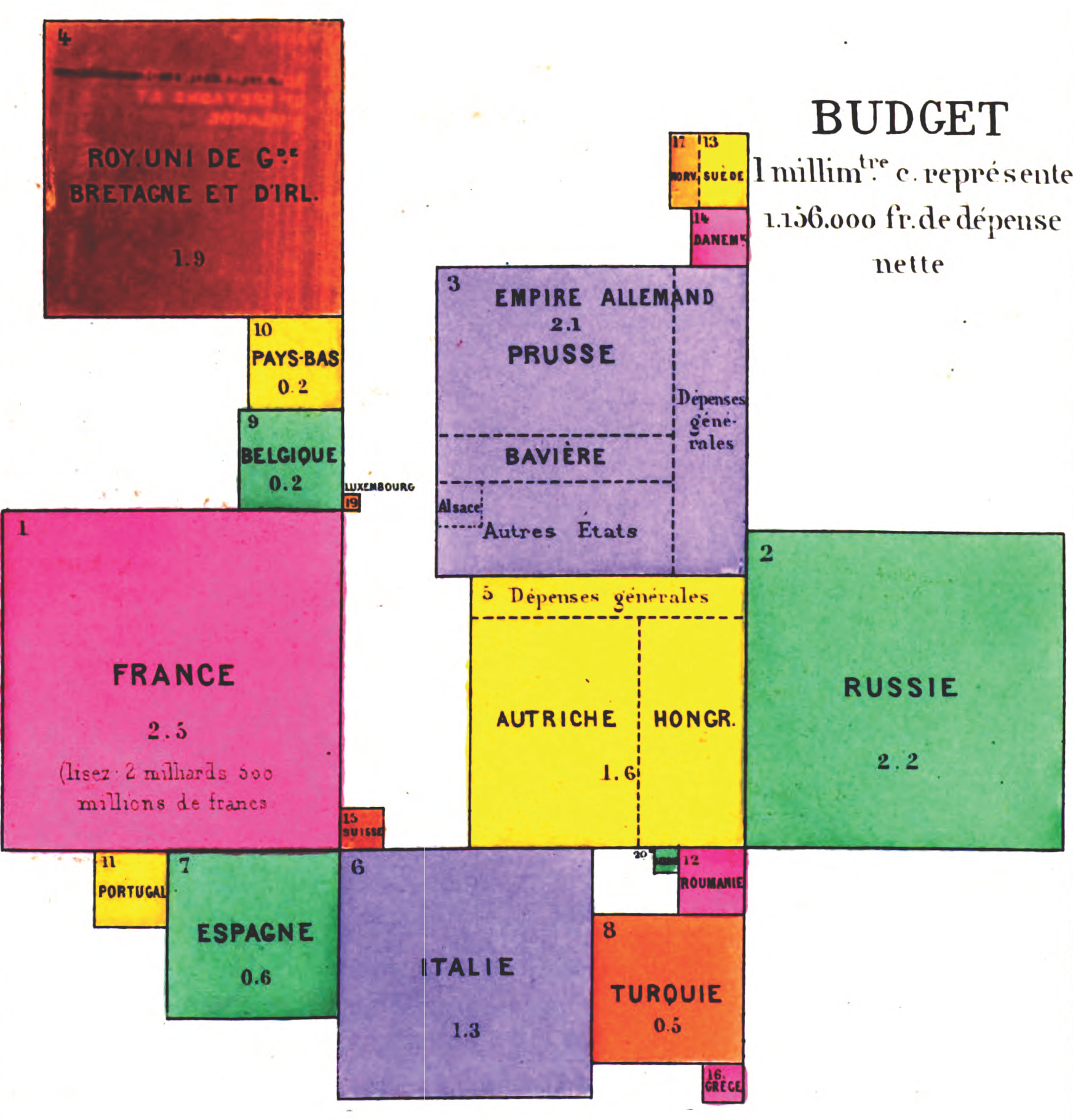
가장 초기에 발표된 카토그램 사례인 레바서의 1876년 유럽 지도 중 하나.

최초의 지도 카토그램은 1876년 프랑스 통계학자이자 지리학자인 피에르 에밀 레바서(Pierre Émile Levasseur, 1828~1911)가 그린 것으로 알려져 있다. 그는 유럽 국가를 정사각형으로 표현하고 변수에 따라 크기를 조정해 일반적 지리적 위치로 배열한 일련의 지도(각각 면적, 인구, 종교 신자, 국가 예산 등의 변수에 따라 배율을 조정한 지도)를 만들었다.
비평가들은 레바서의 그림을 지도가 아니라 통계 다이어그램이라고 했다. 그러나 레바서는 자기 작업을 당시 주제별 지도를 가리키는 일반 용어인 카르테 피구라티브(carte figurative)라고 불렀다. 그는 시각 변수로서 크기가 가진 직관적인 힘을 인식하고, 이를 학생들을 위한 교구로 제작했다. 그는 말했다. “어린이가 동유럽과 비교하여 서유럽 무역의 중요성, 영토는 작지만 부와 해양 군사력에서 다른 국가를 능가하는 영국이 얼마나 앞서가 있는지, 반대로 면적과 인구로 1위를 차지하는 러시아가 상업과 해양에서 여전히 다른 국가에 얼마나 뒤쳐져 있는지 알아차릴 수 있게 했다.”
레바서의 기법은 다른 사람들이 별로 사용하지 않다가 독일의 헤르만 하크(Hermann Haack, 1872~1966)과 후고 바이첼(Hugo Weichel)이 이를 이어받았다. 이들은 1898년 선거 결과에 따른 독일 제국 의회의 분포를 보여주는 한 쌍의 지도를 그려서 보여 주었다. 하나는 선거구를 세분화해 축척대로 보여 준 지도이고, 다른 하나는 선거구를 지역별로 왜곡하여 표시한 지도였다. 이에 따르면 인구 밀집 지역인 베를린, 함부르크, 작센 주변을 확장해 표시한 것은 주로 도시에서 독일사회민주당의 득표율 상승 경향을 시각화해서 보여 주기 위한 것이었다. 반면, 농촌 지역은 주로 독일 중앙당이 더 많은 의석을 차지했다.
이런 형태의 지도는 곧 미국에서도 사용되기 시작해 1911년 이후 여러 대중 매체에 다양한 형태가 등장했으나, 하크와 바이첼의 카토그램에 비하면 매우 조잡했다. 자기가 이 기법을 발명했다고 주장하는 미국의 지도 제작자 어윈 라이츠(Erwin Raisz, 1893~1963)의 직사각형 통계 지도는 그중에서 볼 만했다. 그러나 하크와 바이첼이 자기들 지도를 카토그램이라고 불렀을 때, 이 용어는 유럽에서 모든 주제별 지도를 지칭하는 데 일반적으로 사용되고 있었다. 라이츠를 비롯한 학계의 지도 제작자들이 교과서에서 이 용어를 엄밀하게 사용하자고 한 후에야 점차 현재의 의미로 사용되었다.
신문에서 카토그램을 사용한 최초의 사례는 1929년 《워싱턴포스트》이다. 조지프 R. 그룬디(Joseph R. Grundy)는 주마다 인구가 현저히 다르므로, 주별 투표권이 불공평하다는 자기 신념을 설명하기 위해 카토그램을 처음 사용했다.
카토그램의 주요 과제는 항상 왜곡된 도형의 초안을 작성하는 것이었기에 초기부터 컴퓨터 자동화의 대상이 되었다. 1963년 미국 지리학자 왈도 토블러(Waldo R. Tobler, 1930~2018)는 공간 자체를 왜곡하는 방법을 기반으로 한 최초의 알고리즘 중 하나를 개발했다. 이후로 다양한 알고리즘이 개발되었지만, 여전히 수작업으로 카토그램을 제작하는 것이 일반적이다.